# Missiehuis (Uden)

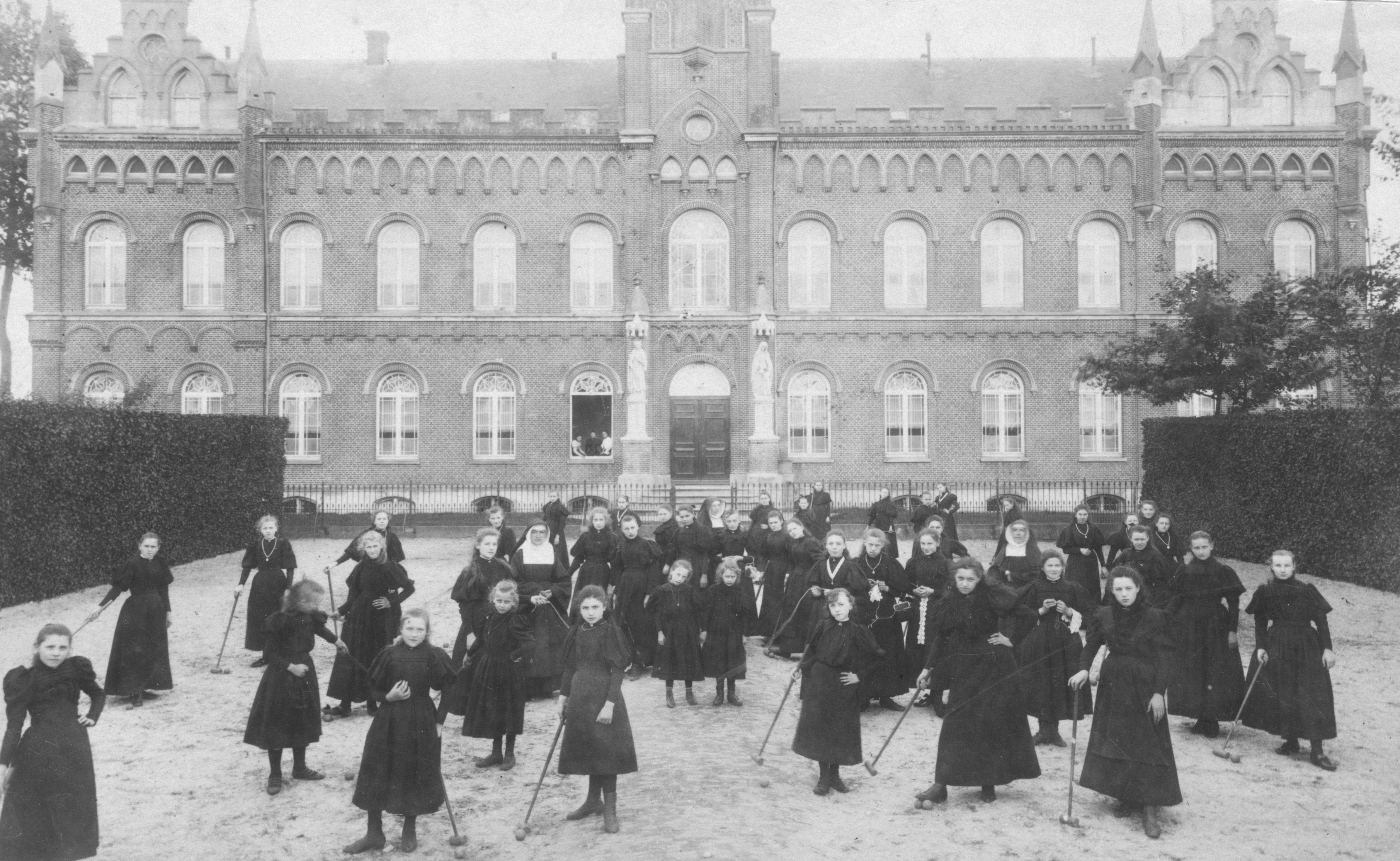
Pensionaires van pensionaat "Nazareth" van de zusters ursulinen met croquet-mallets. Gefotografeerd in 1896-97 door de indertijd gerenommeerde Franse fotograaf Jules David

Het Missiehuis in Uden was oorspronkelijk een pensionaat van de zusters ursulinen en vanaf 1911 een missiehuis van de Missionarissen van Steyl, ook wel bekend als de Gemeenschap van het Goddelijke Woord of Societas Verbi Divini, afgekort SVD.

## Geschiedenis
In 1845 vestigden de zusters ursulinen zich aan de Volkelseweg in Uden met een pensionaat voor meisjes in de middelbareschoolleeftijd, "Nazareth" genoemd. In 1911 werd het gebouw verkocht aan de Missionarissen van Steyl, die er jonge mannen opleidden tot missionaris. De congregatie noemde het missiehuis St. Willebrord; er was tevens een eigen drukkerij in gevestigd. In 1912 arriveerden de eerste Missiezusters Dienaressen van de Heilige Geest (S.Sp.S.), ook wel missiezusters van Steyl of blauwe zusters genoemd, in Uden. Zij werden in het missiehuis ondergebracht totdat de aan de overzijde van de straat liggende nieuwbouw klaar was. Eind 1913 trokken ze in hun nieuwe klooster, dat heden bekendstaat als het Retraitehuis. Tijdens de Tweede Wereldoorlog werd het missiehuis in november 1941 door de Duitse bezetter geconfisqueerd en in augustus 1944 werd het door de Duitsers opgeblazen. Het gebied waar het missiehuis stond, zou enige jaren later het huidige gemeentelijk sportpark worden. Rijen oude bomen verraden de plaatsen, waar de lanen van de tuin gelopen moeten hebben; van het gebouw zelf is niets meer te zien. In 1954 werd in Deurne het nieuwe Missiehuis St. Willibrord geopend.

## Bekende Udense paters
- Simon Buis (1892-1960) was tussen 1919 en 1922 missionaris op Indonesische eiland Flores en is vooral bekend vanwege zijn montage van de missiefilms uit de Kleine Soenda-eilanden tot de eerste grote Nederlandse missiefilm Flores-film - Reis naar Insulinde en Missie op Flores uit 1925.[3] Buis introduceerde na een reis naar de Verenigde Staten in 1925 het volleybalspel in Nederland, dat voor het eerst in het missiehuis te Uden werd gespeeld.[4]
- Theo Verhoeven (1907-1990) was tussen 1949 en 1966 ook missionaris op Flores. Hij was tevens amateurarcheoloog en vond in eenzelfde geologische laag resten van een dwergolifant en werktuigen, waaruit hij concludeerde dat op Flores 600.000 jaar geleden al mensen leefden. Verhoevens ontdekkingen werden in zijn tijd door de wetenschap niet gehonoreerd. Sinds de vondst van de Floresmens (Homo floresiensis) in 2003, en nieuwere vondsten van mensachtigen in 2016 is de aanwezigheid van pleistocene mensachtigen op Flores, en daarmee Verhoevens gelijk, niet meer omstreden.[5]